# JPLDIS
The Jet Propulsion Laboratory Display Information System (или JPLDIS) представляет собой программу управления файлами, написанную на FORTRAN. JPLDIS важна для истории вычислительной техники, потому что она была источником вдохновения и предшественником dBASE, одной из самых популярных, ставшей знаковой программ СУБД для первых микрокомпьютеров
.

## История
В конце 1960-х Фред Томпсон из Лаборатории реактивного движения (JPL) Калифорнийского технологического института использовал продукт компании Tymshare под названием RETRIEVE для управления базой данных электронных калькуляторов. В 1971 году Фред вместе с Джеком Хэтфилдом, программистом из JPL, написали расширенную версию RETRIEVE, которая стала проектом JPLDIS.
JPLDIS превратилась в программу управления файлами, написанную на FORTRAN и работающую на мейнфрейме UNIVAC 1108. Хэтфилд опубликовал две статьи, озаглавленные «Информационная система данных Лаборатории реактивного движения (JPLDIS)». Первая из них была представлена группе пользователей Univac в Далласе, штат Техас (февраль 1973 г.), а вторая — на конференции Национального научного фонда по методам хранения и поиска данных в Университете Миссури в Колумбии, штат Миссури (июль 1973 г.). Хэтфилд покинул JPL в 1974 году, и проект JPLDIS был поручен Джебу Лонгу, другому программисту JPL, который добавил множество дополнительных функций и язык программирования.
В 1978 году, работая в JPL, Уэйн Рэтлифф написал программу базы данных на языке ассемблера для микрокомпьютеров на базе CP/M, которая помогала ему делать ставки на игру футбольных пулов. Идейной основой стала JPLDIS Джеба Лонга. Рэтлифф назвал её Vulcan в честь мистера Спока из «Звездного пути» . В конце 1980 года Джордж Тейт, основавший для этого компанию Ashton-Tate заключил маркетинговое соглашение с Уэйном Рэтлиффом. Vulcan был переименован в dBase, цена поднялась с 50 до 695 долларов, и программное обеспечение быстро стало пользоваться огромным успехом.
Когда в 1990-х годах появилось несколько «клонов» dBase, Ashton-Tate подала в суд на разработчиков одного из них, FoxPro, обвинив в нарушении авторских прав. 11 декабря 1990 г. судья Хэттер издал приказ о признании недействительными авторских прав Ashton-Tate на ее собственные продукты dBase. Это решение было основано на правовой доктрине, известной как «нечистые руки». Судья Хэттер объяснил, что руководству Ashton-Tate было известно, что разработка программы dBase была основана на JPLDIS, и этот факт был скрыт от Бюро регистрации авторских прав.